# رمس (دهستان)
 رمس  (به عربی:  الرَمس )   دهستانی بزرگی  از توابع امارت رأس‌الخیمه از امارات هفتگانه دولت امارات متحده عربی در شبه جزیره عربستان واقع شده‌است. این دهستان در شمال  «امارت رأس‌الخیمه»  و در  وسط رشته کوه‌های سر بفلک کشیدهٔ کوه حجر  قرار دارد، به‌طوری‌که از سه طرف کوه آن را احاطه نموده‌است. «دهستان رمس» در ۴ کیلومتری شمال روستای تاریخی جلفار، و در ۶ کیلومتری روستای کوهستانی شعم واقع می‌باشد.مردم این ناحیه از زمان قدیم با جزیره قشم الخصوص روستا رمچاه رفت آمد زیادی داشته اند

## مشخصات جغرافیایی
براساس اطلاعات موجود دهستان (اَلرَمّس)  در ۵۲ درجه و ۲۵ دقیقه  عرض شمالی، و ۵۶ درجه و ۱۱  دقیقه طول شرقی  از  نصف‌النهار مبدأ  واقع شده‌است. ارتفاع متوسط این دهستان از سطح  دریا   ۱۵      متر است، و در کرانهٔ  جنوبی خلیج فارس  واقع شده‌است. این دهستان از طبیعت خاصی برخوردار است. از سه جهت کو ه‌های سر بفلک کشیده در رشته کوهای حجر، در پایهٔ این کوه‌ها  دشت‌های گسترده أی و  صحراهای رملی وجود دارد که مملوه‌است از در ختان کوهستانی مانند: سلم، سمر، کُنار، کُور، کِرت است که برزیبایی این دهستان کوهستانی  افزوده‌است. همچنین اطراف دهستان باغ‌هایی از نخل خرما احاطه نموده‌است. در میان دشتها چراگاه‌هایی وجود دارد که مرتعی  بسیار مناسب برای    شترداران  و  گوسفندداران  منطقه‌است. در قسمت شمالی دهستان (خور الرمس)  واقع شده‌است، که یکی از بندرگاه‌های مهم منطقه‌است، این بندرگاه حلقهٔ وصل بین مردم رمس و شبه جزیره مسندم است. 

## جمعیت
جمعیت دهستان  اَلرَمّس    در حدود ۴۰۰   نفر می‌باشند، که از اهل سنت می باشند. شغل عمدهٔ مردم کشاورزی  و دامداری  و ماهی‌گیری است، همچنین گروهی از اهالی روستا دارای کشتی‌های هستند که گاه وقتی سفر ی کوتاه مدت به هندوستان و سلطنت عمان  می‌کنند. در دوران قدیم مردم این منطقه ملاحان بزرگی بوده أند ودارای کشتی‌های بار کشی بزرگی بوده أند که سفر به آفریقا، هند، ممباسا و بصره می‌نموده أند، وکالاهای تجارتی وبارگانی گوناگونی حمل و نقل می‌نموده‌اند، أما امروزه دیگه از این کشتیها آن دوران، و آن ملاحان بزرگ دیگر هیچ أثری نیست، مگر ذکر نام آن‌ها که در زهن کهن سالان باقی مانده‌است. (الحاج سالم الیَماحی)  و (الحاج مِعضَد الکتبی) دو تن از  ملاحان آن دوران که هنوز در قید حیات هستند خاطرات فراموش نشدنی آن دوران برای مان بازگو نمودند، ایشان عرض نمودند که اهالی رمس دارای ۱۰ کشتی بارکشی بزرگ بوده أند، و آن کشتی‌ها در منطقه به نام (اَلبُوم) معروف هستند.همچنین مردم این ناحیه ارتباط زیادی با جزیره هنگام داشته و قشم  و تعدادی از آنها حتی خانه های در روستا غیل در جزیره هنگام داشته اند و از دیر باز فصلی به این جزیره برای امرار معاش میامدند